# Möckmühl

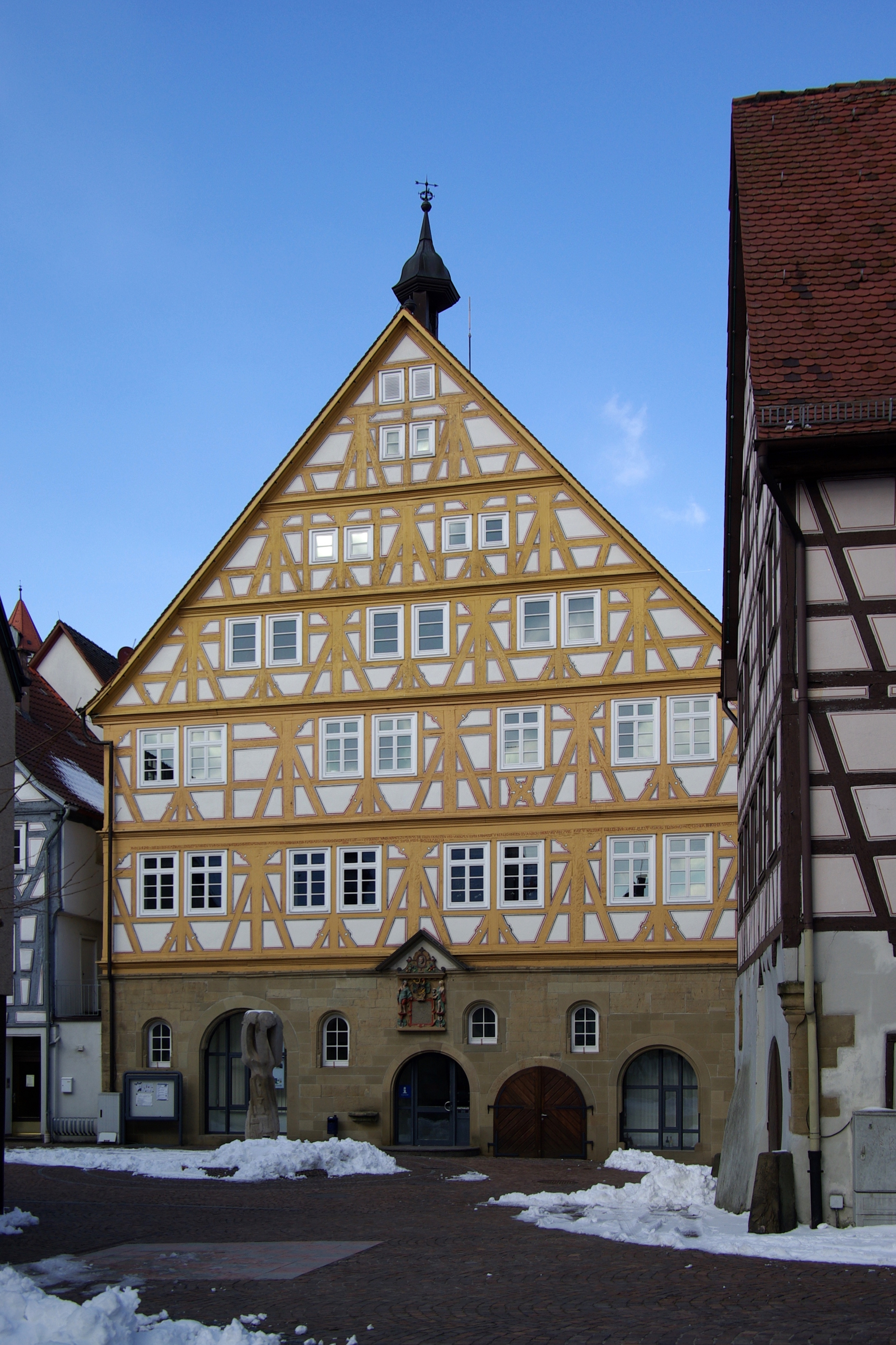
Tòa thị chính

Möckmühl (tiếng Đức: [mœkˈmyːl] ⓘ) là một thị trấn thuộc huyện Heilbronn, bang Baden-Württemberg, Đức. Nơi đây nằm bên bờ sông Jagst, cách Heilbronn 22 km về phía đông bắc. Đô thị này có diện tích 49,6 km², dân số thời điểm 31 tháng 12 năm 2020 là 8216 người.

## Địa phương kết nghĩa
- Cherasco, Ý (2001)
- Piliscsaba, Hungary (2004)